# Arquétipos de Bartle
Os arquétipos de Bartle são 4 tipos de arquétipos básicos, criados por Richard Bartle, que descrevem formas de comportamento de jogadores de MUDs, considerados aplicáveis a comportamentos dos jogadores de RPGs, MMORPG e, em menor escala, a outros jogos em geral.
Os quatro arquétipos de Bartle são o Assassino, o Socializador, o Empreendedor e o Explorador.
Cada um dos arquétipos se comporta segundo uma motivação e é associado a um naipe do baralho.
- Os Socializadores () acham mais importante se relacionar com outros jogadores, mesmo fora do papel de seu personagem.
- Os Exploradores () gostam de descobrir todos os aspectos de jogo, conhecer todo o terreno do jogo, inclusive easter eggs.
- Os Empreendedores () gostam de acumular riquezas e fazer pontos.
- Os Assassinos () gostam de derrotar outros jogadores.

É possível descobrir qual a tendência de uma pessoa de se comportar como cada um desses arquétipos fazendo o Teste de Bartle.